# Campeonato Europeo de Boxeo Aficionado de 1957
El Campeonato Europeo de Boxeo Aficionado de 1957 se llevó a cabo en Praga, Checoslovaquia, del 25 de mayo al 2 de junio. La 12.ª edición de la competencia bianual fue organizada por el cuerpo europeo de boxeo aficionado, EABA. Hubo 149 luchadores de los 21 países participantes.

## Ganadores de medalla
| Evento                               | Oro                                           | Plata                            | Bronce                                                                                  |
| ------------------------------------ | --------------------------------------------- | -------------------------------- | --------------------------------------------------------------------------------------- |
| Peso mosca (– 51 kilogramos)         | Manfred Homberg República Federal de Alemania | Mircea Dobrescu Rumania          | Peter Davies Gales René Libeer Francia                                                  |
| Peso gallo (– 54 kilograms)          | Oleg Grigoryev Unión Soviética                | Gianfranco Piovesani Italia      | Peter Goschka República Federal de Alemania Johnny Morrisey Escocia                     |
| Peso pluma (– 57 kilogramos)         | Dimitar Velinov Bulgaria                      | Mario Sitri Italia               | Kazimierz Boczarski Polania Vladimir Safronov Unión Soviética                           |
| Peso ligero (– 60 kilograms)         | Kazimierz Paździor Polania                    | Olli Mäki Finlandia              | John Kidd Escocia Horst Herper República Federal de Alemania                            |
| Peso superligero (– 63.5 kilogramos) | Vladimir Yengibaryan Unión Soviética          | Walter Ivanus Checoslovaquia     | Zygmunt Milewski Polania Ilija Lukić Yugoslavia                                         |
| Peso wélter (– 67 kilogramos)        | Manfred Grauss República Federal de Alemania  | Leopold Potesil Austria          | Yuri Gromov Unión Soviética Fred Tiedt Irlanda                                          |
| Peso superwélter (– 71 kilogramos)   | Nino Benvenuti Italia                         | Tadeusz Walasek Polania          | Rolf Caroli República Democrática Alemana Ivan Sobolev Unión Soviética                  |
| Peso mediano (– 75 kilogramos)       | Zbigniew Pietrzykowski Poland                 | Dragoslav Jakovljević Yugoslavia | Paul Nickel República Democrática Alemana Karl Schoenberg República Federal de Alemania |
| Peso mediopesado (– 81 kilogramos)   | Gheorghe Negrea Rumania                       | Petar Stankov Bulgaria           | Zdenek Cipro Checoslovaquia Laszlo Csabajszky Hungría                                   |
| Peso pesado (+ 81 kilograms)         | Andrey Abramov Unión Soviética                | Vasile Mariutan Rumania          | Josef Němec Checoslovaquia Branislav Davidović Yugoslavia                               |

## Cuadro de medallas
| Rango | Nación                        | Oro | Plata | Bronce | Total |
| ----- | ----------------------------- | --- | ----- | ------ | ----- |
| 1     | Unión Soviética               | 3   | 0     | 3      | 6     |
| 2     | Polonia                       | 2   | 1     | 2      | 5     |
| 3     | República Federal de Alemania | 2   | 0     | 3      | 5     |
| 4     | Italia                        | 1   | 2     | 0      | 3     |
| –     | Rumania                       | 1   | 2     | 0      | 3     |
| 6     | Bulgaria                      | 1   | 1     | 0      | 2     |
| 7     | Checoslovaquia                | 0   | 1     | 2      | 3     |
| –     | Yugoslavia                    | 0   | 1     | 2      | 3     |
| 9     | Finlandia                     | 0   | 1     | 0      | 1     |
| –     | Austria                       | 0   | 1     | 0      | 1     |
| 11    | República Democrática Alemana | 0   | 0     | 2      | 2     |
| –     | Escocia                       | 0   | 0     | 2      | 2     |
| 13    | Francia                       | 0   | 0     | 1      | 1     |
| –     | Hungría                       | 0   | 0     | 1      | 1     |
| –     | Irlanda                       | 0   | 0     | 1      | 1     |
| –     | Gales                         | 0   | 0     | 1      | 1     |